# أرنور هانيبالسون
أرنور هانيبالسون (1934–2012) (بالأيسلندية: Arnór Hannibalsson) هو فيلسوف آيسلندي، مؤرخ، ومترجم وأستاذ سابق للفلسفة في جامعة آيسلندا. أنهى درجة الماجستير في الفلسفة بجامعة موسكو الحكومية ودكتوراه في الفلسفة في جامعة إدنبرة في اسكتلندا.
كان لدى أرنور آراء مناهضة للشيوعية، وقد كان ينتقد بشدة الاشتراكيين الآيسلنديين في كتاباته.

## مؤلفاته
- 1978 : Rökfræðileg aðferðafræði (المنهجية المنطقية)
- 1979 : Siðfræði vísinda (أخلاقيات العلوم)
- 1985 : Heimspeki félagsvísinda (فلسفة المجتمع)
- 1985 : Um rætur þekkingar (جذور المعرفة)
- 1987 : Fagurfræði (جماليات)
- 1987 : Söguspeki (تاريخ الحكمة)
- 1999 : Moskvulínan: Kommúnistaflokkur Íslands og Komintern, Halldór Laxness og Sovétríkin (موسكو: الحزب الشيوعي الآيسلندي والكومنترن، هالدور لاكسنس والاتحاد السوفيتي)